# Ruja Ignatova
Ruja Plamenova Ignatova (en bulgare : Ружа Пламенова Игнатова) est une arnaqueuse germano-bulgare, née le 30 mai 1980 à Roussé, en république populaire de Bulgarie. Elle est poursuivie pour fraude à la cryptomonnaie.
Elle est surtout connue comme la fondatrice d'un stratagème de Ponzi connu sous le nom de OneCoin, que The Times a décrit comme « l'une des plus grandes escroqueries de l'histoire »,,.

## Biographie

### Jeunesse et éducation
Née en 1980 à Roussé (aussi orthographiée « Ruse »), en république populaire de Bulgarie, Ruja Plamenova Ignatova émigre en Allemagne avec sa famille à l'âge de 10 ans et passe une partie de son enfance à Schramberg dans le land de Bade-Wurtemberg,. En 2005, elle obtient un doctorat en droit privé européen de l'université de Constance ; le titre de la thèse qu'elle soutient est Art. 5 Nr. 1 EuGVO - Chancen und Perspektiven der Reform des Gerichtsstands am Erfüllungsort qui traite de la lex causae dans le cadre des conflits de lois. Par la suite, elle fréquente Oxford.

### Carrière professionnelle, fraudes, poursuites et fuite
Elle intègre le cabinet bulgare de McKinsey en 2004 et y reste cinq ans. L'année suivant son départ du cabinet de conseil, elle achète une fonderie allemande qui fait rapidement faillite : en 2012, Ruja Ignatova est condamnée en Allemagne pour une fraude liée à l'acquisition avec Plamen Ignatov, son père, de cette société déclarée en faillite dans des circonstances douteuses, peu de temps après cette acquisition. Elle est condamnée à quatorze mois d'emprisonnement avec sursis,.
Elle retourne à Sofia et entre dans la finance. En 2013, elle est impliquée dans une tromperie marketing à plusieurs niveaux appelée BigCoin.

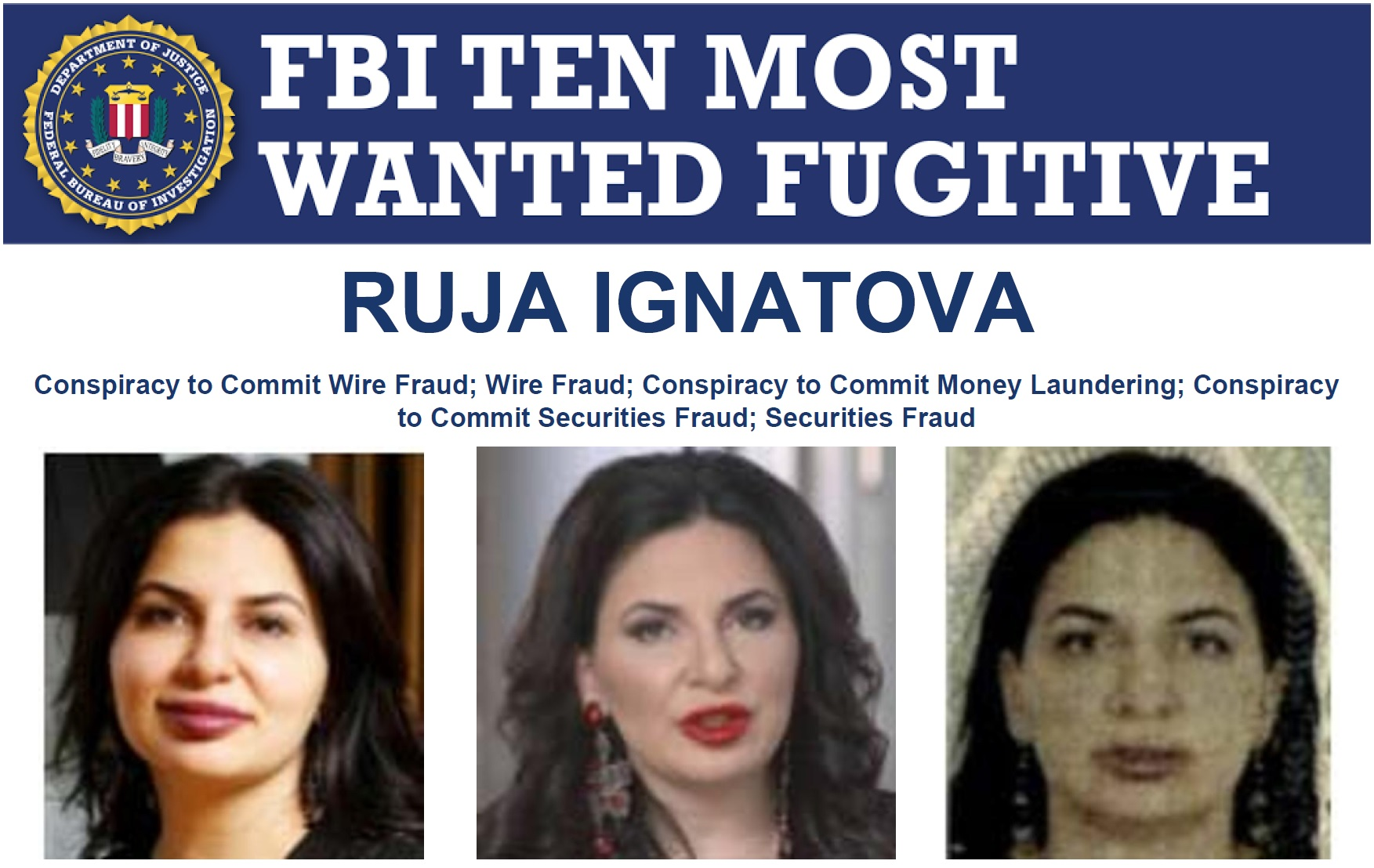
Affiche de recherche émise par le FBI en juin 2022.

Attirée par l'envolée des cours du Bitcoin en 2013, elle crée OneCoin en avril de l'année suivante. Dès juin, elle sait pertinemment que l'idée de créer une fausse cryptomonnaie la fait entrer « dans la zone grise » d'après ses échanges avec son associé Sebastian Greenwood. Durant les années qui suivent, ses affaires se font dans la plus grande opacité, aucune opération sur le OneCoin n'étant publique. Elle enchaîne les conférences pour promouvoir son système de vente par cooptation, dans plusieurs pays du monde.
Dès 2016, des investisseurs alertent par divers moyens et plusieurs polices de différents pays commencent à s'intéresser à OneCoin. À partir de 2017, Ruja Ignatova fuit les forces de l'ordre, y compris le FBI, alors qu'un mandat d'arrêt est émis le 12 octobre à son encontre. Elle est vue pour la dernière fois le 25 octobre 2017 débarquant à Athènes d'un vol commercial Ryanair en provenance de Sofia. Tout le système OneCoin s'effondre alors.
Début 2019, elle est inculpée par contumace par les autorités américaines pour fraude électronique, fraude en valeurs mobilières et blanchiment d'argent. Selon l'avis de recherche du FBI, Ruja Ignatova pourrait vivre en 2023 sous une fausse identité à Francfort en Allemagne, aux Émirats arabes unis, en Russie, en Grèce ou en Bulgarie et avoir effectué de la chirurgie esthétique afin de modifier son apparence physique ; d'autres supposent qu'elle est en Méditerranée, vers Malte ou l'Albanie, à bord d'un bateau. Elle possèderait 230 000 Bitcoins.
Le 11 mai 2022, Ruja Ignatova est ajoutée à la liste des fugitifs les plus recherchés d'Europol, qui promet une récompense de 5 000 euros pour toute information pouvant mener à son arrestation. Le 30 juin 2022, elle est ajoutée à la liste des dix fugitifs les plus recherchés du FBI qui offre une prime de 100 000 dollars pour toute information pouvant conduire à son arrestation. Cette prime, revue à la hausse à 250 000 $ en mars 2024 est à nouveau réévaluée à hauteur de 5 000 000 de $ le 26 juin 2024.
La piste la plus sérieuse laisse penser que Ruja Ignatova pourrait se trouver en Afrique du Sud. Après sa sortie de prison, son frère Konstantin, également lié à OneCoin, a effectué de nombreux allers et retour à Cape Town. Sa présence a également été signalée dans un quartier surveillé à l’extérieur du Cap. Des flux de capitaux bulgares semblent également se perdre en Afrique du Sud.

### Présence dans les médias
Cette affaire retentissante lui vaut le surnom de CryptoQueen dans les médias ou de Dr Ruja.
Ruja Ignatova a fait l'objet de la série de podcasts de la BBC The Missing Cryptoqueen en 2019.
Un projet de film biographique, avec Kate Winslet comme actrice, est prévu.

## Vie privée
Ruja Ignatova a été mariée à un avocat de Francfort. Ils ont eu une fille, née en 2016.